# Řád 23. srpna
Řád 23. srpna (rumunsky: Ordinul „23 August”) bylo státní vyznamenání Rumunské socialistické republiky. Řád byl založen roku 1959 a udílen byl občanům Rumunska i cizím státním příslušníkům.

## Historie a pravidla udílení
Řád byl založen dekretem Státní rady Rumunské socialistické republiky č. 190 ze dne 3. června 1959. Udílen byl za zásluhy během státního převratu vedeného králem Michalem v roce 1944. Později byl udílen civilistům i příslušníkům ozbrojených sil, a to jak občanům Rumunska, tak cizím státním příslušníkům. Udílen byl za zásluhy v oblasti vědy či politiky, za vojenskou organizaci a vedení, za odvahu v boji a také za služby pro dělnickou třídu. Řád byl udílen na základě nařízení Státní rady.
Udělení řádu bylo spojeno i s finanční odměnou a u tří nejvyšších tříd také se dvěma až čtyřmi dny placené dovolené. V několika případech při udělení řádu cizí hlavě státu byly insignie doplněny o menší odznak zavěšený na šerpě.
Po pádu komunistického režimu v roce 1990 byl řád zrušen.

## Insignie
Řádový odznak I. a II. třídy byl vyroben ze zlata, u nižších tříd byl bronzový. Měl tvar deseticípé hvězdy, jejíž cípy byly tvořeny svazky pěti paprsků různých velikostí. V případě I. třídy byly centrální paprsky zdobeny diamanty. Uprostřed hvězdy byl kulatý medailon s lemem v podobě věnce spleteného z dubových listů. V medailonu byl barevně smaltovaný státní znak Rumunské socialistické republiky. V případě I. a II. třídy byl vnitřní lem medailonu pokryt diamanty. Na zadní straně byl v medailonu nápis 23 • AUGUST.

## Třídy
Řád byl udílen v pěti třídách:
- I. třída – Řádový odznak měl tvar zlaté hvězdy zdobené diamanty. Nosil se nalevo na hrudi.
- II. třída – Řádový odznak měl tvar zlaté hvězdy. Nosil se nalevo na hrudi.
- III. třída – Řádový odznak byl vyroben ze zlaceného bronzu. Nosil se nalevo na hrudi.
- IV. třída – Řádový odznak byl vyroben z postříbřeného bronzu. Nosil se nalevo na hrudi.
- V. třída – Řádový odznak se nosil nalevo na hrudi.

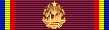
I. třída
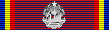
II. třída
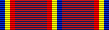
III. třída
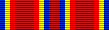
IV. třída
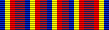
V. třída